# Pobřežní stráž Spojených států amerických
Pobřežní stráž Spojených států amerických (angl.: United States Coast Guard, USCG) je jedna ze šesti složek Ozbrojených sil Spojených států. Jejím hlavním úkolem je dohlížet na dodržování zákonů, a to jak ve vodách Spojených států, tak i v mezinárodních vodách. V době míru spadá USCG pod Ministerstvo vnitřní bezpečnosti a v době války spadá pod Námořnictvo Spojených států.
USCG je druhou nejmenší ze šesti složek Ozbrojených sil USA. Její další úkoly jsou ochrana veřejnosti, životního prostředí, ekonomických a bezpečnostních zájmů Spojených států kdekoliv na pobřeží, kde mohou být ohroženy, včetně mezinárodních vod, amerických přístavů a domácích řek. Dále také vykonává určité administrativní úkony, například vydává námořnické knížky členům posádek obchodních lodí.
Pobřežní stráž byla založena 28. ledna 1915, kdy vznikla spojením United States Revenue Cutter Service a United States Life-Saving Service. V současné době v ní slouží více než 42 000 námořníků, 1600 lodí a 192 letadel.

## Kutry

### Hlídkové lodě

Kutr třídy Famous

- National Security Cutter (NSC) – třída Legend (10 ks)
- Medium Endurance Cutter (WMEC) – třída Famous (13 ks), třída Reliance (12 ks) a USCGC Alex Haley (WMEC-39)
- Fast Response Cutter (WPC) – třída Sentinel (58 ks)
- Patrol Boats (WPB) – třída Island (vyřazovány), třída Marine Protector (77 ks)

### Ledoborce

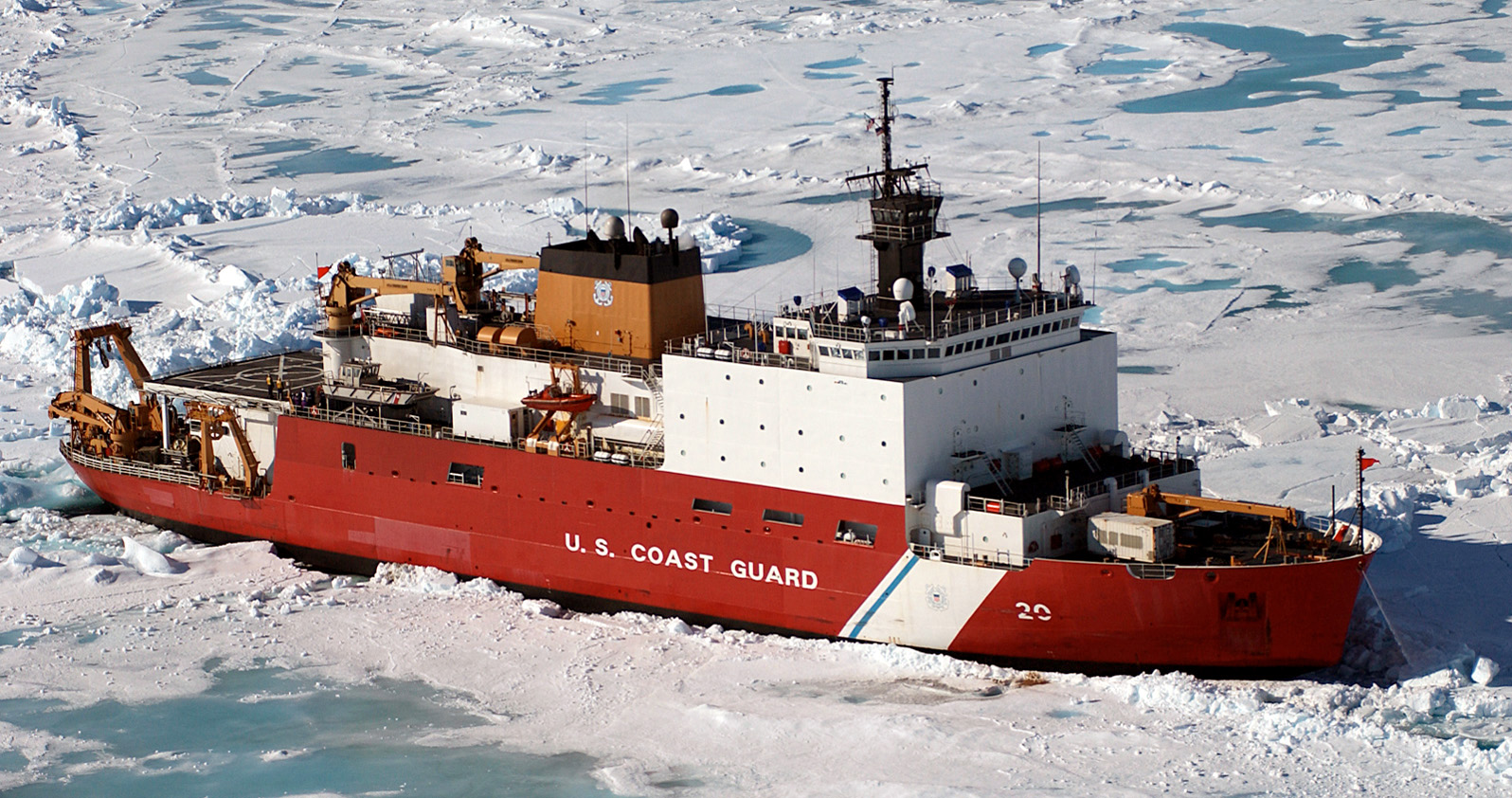
USCGC Healy (WAGB-20)

- Třída Polar
  - USCGC Polar Star (WAGB-10)
- USCGC Healy (WAGB-20)
- USCGC Mackinaw (WLBB-30)
- Třída Bay (9 ks) – remorkéry

### Nosiče bójí

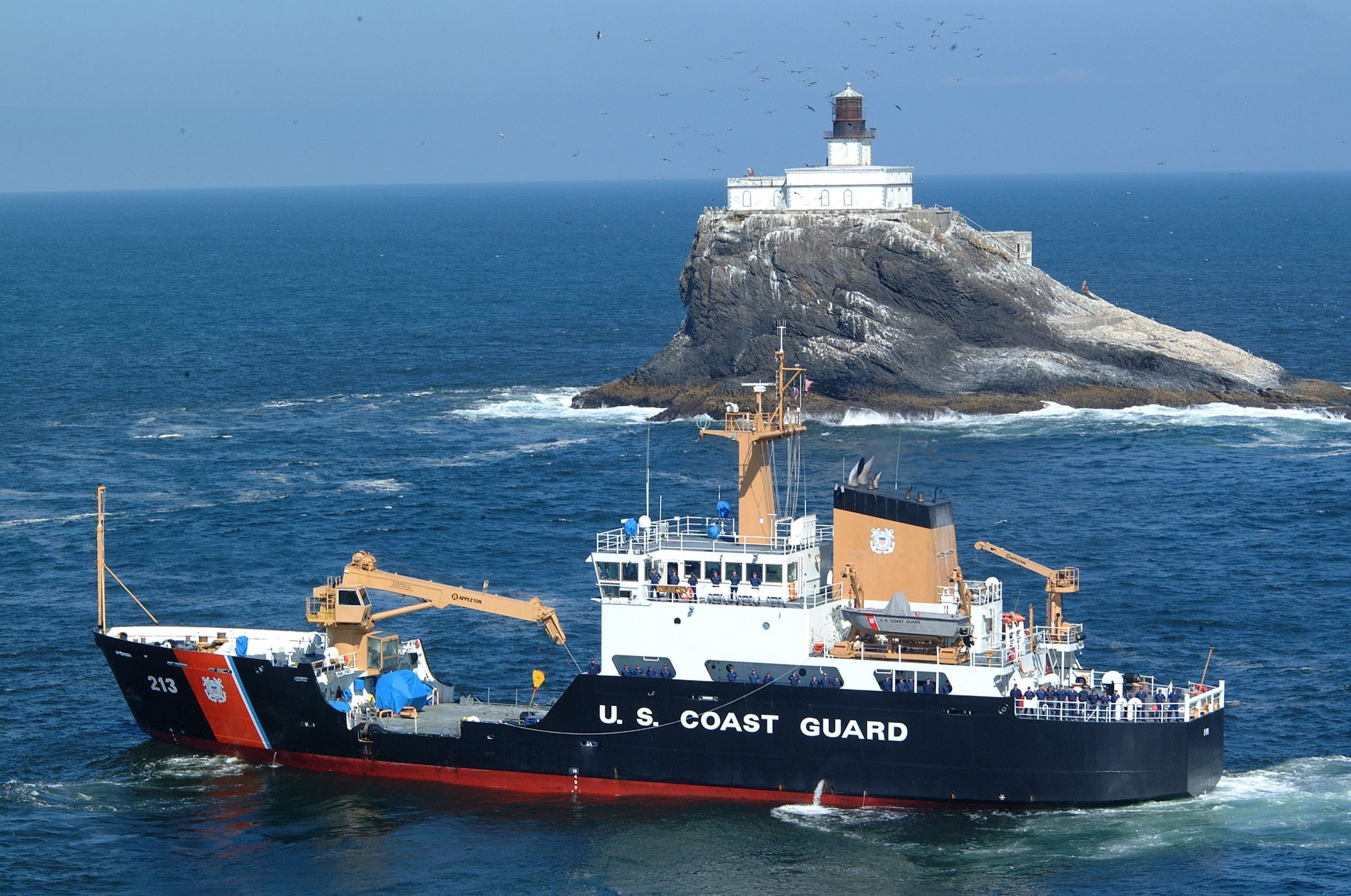
USCGC Fir (WLB-213) třídy Juniper

- Seagoing Buoy Tender – třída Juniper (16 ks)
- Coastal Buoy Tender – třída Keeper (14 ks)

### Cvičné lodě
- USCGC Eagle (WIX-327)

## Plánované
- Offshore Patrol Cutter (OPC) – třída Heritage (ve stavbě, 25 plánováno)
- National Security Cutter (NSC) – třída Legend (1 ks)
- Fast Response Cutter (WPC) – třída Sentinel (9 ks)
- Polar Security Cutter (3 ks) – program stavby těžkých ledoborců
- USCGC Storis (WAGB-21) – civilní ledoborec zakoupený roku 2024, zařazení plánováno na rok 2026